# 상하이 후아신
상하이 후아신(중국어 간체자: 上海华信队, 상해 화신대)은 중국야구리그(CBL)의 소속팀이다. 
상하이 골든이글스(上海金鷹隊)라는 구단명으로 2002년 원년부터 리그에 합류하였다. 2021년 부터 상하이 레드이글스(上海紅鷹隊)로 구단명을 변경하였으나 2024년에 다시 상하이 골든이글스로 이름이 돌아왔다. 하지만 2025년 기업 스폰서쉽에 의해 다시 상하이 후아신(上海華信隊)으로 팀명이 변경된다.

## 같이 보기
- 중국의 야구 리그
- 중국야구협회